# Kazuki Satō (Fußballspieler, 1974)
Kazuki Satō (jap. 佐藤 一樹, Satō Kazuki; * 27. Juni 1974 in der Präfektur Gunma) ist ein ehemaliger japanischer Fußballspieler.

## Karriere
Satō erlernte das Fußballspielen in der Schulmannschaft der Maebashi Commercial High School und der Universitätsmannschaft der Universität Tsukuba. Seinen ersten Vertrag unterschrieb er 1997 bei den Yokohama Flügels. Der Verein spielte in der höchsten Liga des Landes, der J1 League. 1997 erreichte er das Finale des Kaiserpokals. 1998 gewann er mit dem Verein den Kaiserpokal. Für den Verein absolvierte er 22 Erstligaspiele. 1999 wechselte er zum Ligakonkurrenten Yokohama F. Marinos. Für diesen Verein absolvierte er 13 Erstligaspiele. 2000 wechselte er zum Ligakonkurrenten Kyoto Purple Sanga, für den er 13 Erstligaspiele bestritt. 2001 wechselte er zum Zweitligisten Ōita Trinita, 2002 dann zum Erstligisten Yokohama F. Marinos. 2002 wurde er mit dem Verein Vizemeister der J1 League, 2003 schließlich japanischer Meister. 2004 wechselte er zum Ligakonkurrenten Sanfrecce Hiroshima. 2005 wechselte er zum Zweitligisten Yokohama FC. Ende 2005 beendete er seine Karriere als Fußballspieler.

## Erfolge
Yokohama Flügels
- Kaiserpokal

Sieger: 1998
Finalist: 1997
Yokohama F. Marinos
- J1 League

Meister: 2003
Vizemeister: 2002